# 린다 래빈
린다 래빈(Linda Lavin, 1937년 10월 15일 ~ 2024년 12월 29일)은 미국의 배우이다.

## 출연 작품
- 맨하탄 녹턴 - 노마 역
- 하우 투 비 어 라틴 러버
- 퍼펙트 스틸 - 심벌린 역